# Tugby
Tugby is een plaats en civil parish in het bestuurlijke gebied Harborough, in het Engelse graafschap Leicestershire met 316 inwoners.